# Chinasat M
O Chinasat M, também conhecido por Zhongxing M (ZX-M), é um satélite de comunicação geoestacionário chinês que está sendo construído pela China Academy of Space Technology (CAST). Ele está programado para ser colocado na posição orbital de 125 graus de longitude leste e vai ser operado pela China Satellite Communications Corporation. O satélite será baseado na plataforma DFH-4 bus e sua expectativa de vida útil será de 15 anos.

## Lançamento
O satélite está previsto para ser lançado ao espaço no ano de 2016, por meio de um veiculo Longa Marcha 3B/E a partir do Centro Espacial de Xichang, na China. Ele terá uma massa de lançamento de 5.400 kg.

## Capacidade e cobertura
O Chinasat M será equipado com 45 transponders nas bandas C e Ku (polarização linear) para fornecer Direct-to-Home, transmissão de dados e serviços multimídia em banda larga digitais para clientes na Ásia, Austrália, incluindo as regiões do Mar da China e do Oceano Índico, etc.